# Benaoján
Benaoján é um município da Espanha na província de Málaga, comunidade autónoma da Andaluzia, de área 32 km² com população de 1632 habitantes (2004) e densidade populacional de 51,0 hab./km².

## Demografia
| Variação demográfica do município entre 1991 e 2004 | Variação demográfica do município entre 1991 e 2004 | Variação demográfica do município entre 1991 e 2004 | Variação demográfica do município entre 1991 e 2004 |
| --------------------------------------------------- | --------------------------------------------------- | --------------------------------------------------- | --------------------------------------------------- |
| 1991                                                | 1996                                                | 2001                                                | 2004                                                |
| 1642                                                | 1704                                                | 1588                                                | 1628                                                |